# Барашево (Теньгушевський район)
Бара́шево (рос. Барашево, ерз. Бораж веле) — селище у складі Теньгушевського району Мордовії, Росія. Адміністративний центр Барашевського сільського поселення.
Населення — 2777 осіб (2010; 3736 у 2002).
Національний склад (станом на 2002 рік):
- росіяни — 62 %